# Véron
Véron là một xã của Pháp,tọa lạc ở tỉnh Yonne trong vùng Bourgogne.
Người dân ở đây trong tiếng Pháp gọi là Véronais.

## Hành chính
| Danh sách các thị trưởng               |             |                  |      |         |
| Giai đoạn                              | Giai đoạn   | Tên              | Đảng | Tư cách |
|                                        | 1953 - 1971 | Maurice Carrier  |      | maire   |
|                                        | 1971 - 1995 | Christian Briand |      | maire   |
|                                        | 1995 - 1999 | Joëlle Nique     |      | maire   |
|                                        | 2001 - 2008 | Isidore Perin    | UMP  | maire   |
| Tất cả các dữ liệu trước đây không rõ. |             |                  |      |         |

## Thông tin nhân khẩu
| 1962                                                 | 1968 | 1975 | 1982 | 1990 | 1999 | 2005 |
| ---------------------------------------------------- | ---- | ---- | ---- | ---- | ---- | ---- |
| 885                                                  | 939  | 1025 | 1161 | 1520 | 1647 | 1862 |
| Số liệu lấy từ năm 1962: Dân số không tính hai trùng |      |      |      |      |      |      |